# 韦埃拉卡尔普杜尔
韦埃拉卡尔普杜尔（Veerakkalpudur），是印度泰米尔纳德邦Salem县的一个城镇。总人口16358（2001年）。

## 人口
该地2001年总人口16358人，其中男性8581人，女性7777人；0—6岁人口1530人，其中男814人，女716人；识字率77.37%，其中男性为83.15%，女性为70.99%。